# Kultivációs elmélet
A kultivációs elmélet George Gerbner magyar származású médiatudós nevéhez köthető, aki A média rejtett üzenete című könyvében fejtette ki elméletét. Kutatásai arra irányultak, hogy a szocializáció szerepét miként vette át a szülőktől, tanároktól a média, elsősorban a televízió, valamint arra törekedett, hogy megmutassa azokat a területeket, ahol a televízió különösen sokat torzít, és emellett erősen fellépett a televíziót elárasztó erőszakkal szemben.
Gerbner kultivációs elmélete szerint a média mesterségesen létrehozott szimbólumvilága jelenti azokat a világértelmezési, gondolkodási és viselkedési mintákat, amelyek egy adott társadalomban jelentős befolyást gyakorolnak, esetleg meghatározóvá válnak. Kutatásai megerősítették azt a vélekedését, hogy minden közleménynek van valamilyen irányultsága, amely az információk szelekciójában, a hangsúlyok elhelyezésében és számos, apró részlet kezelésében nyilvánul meg. A társadalomnak az a része, amelyik a tömegkommunikációban megjelenített mintákat alakítja, szelektálja és kontrollálja, rejtett hatást gyakorol az egész társadalomra. A televízió által közvetített tartalmak jelentős része nem a valóságot, hanem az adott kornak az élettel, a társadalommal és a világban ható láthatatlan és látható erőkkel kapcsolatos előfeltevéseit tükrözi, a tényeket a képzelettel nehezen kibogozható komplexummá összeszőve.
A televízió olyan szórakoztatási és információs közeg, amely lehetővé teszi, hogy a társadalmi és gazdasági helyzettől függetlenül az emberek részesévé váljanak egy olyan kultúrának, amelyben kevesek világértelmezése nyilvánul meg. Az emberek jelentős része számára a szórakozás válik a kultúrába való belenövés egyetemes forrásává. Gerbner szerint a tömegkommunikációs eszközök által közvetített tartalmak időleges és folyton változó felszíni rétege alatt egy jóval állandóbb struktúra rejlik. Ez az, amelyik betölti a kultivációs funkciót, azaz a létre, a preferenciákra, az értékekre és az összefüggésekre vonatkozó társadalmi egyetértés fenntartását és erősítését. 

## Előzmények és háttérdiszciplína
Előzménynek tekinthető Horkheimer-Adorno kultúripar elmélete, továbbá a közvélemény és a nyilvánosságban létrejövő mechanizmusok lezáratlan vitái, a nyilvánosság fórumainak közvéleményre gyakorolt hatása. 
A nyilvánosság kérdésének két paradigmatikus megközelítése: a nyilvánosság a társadalmi kommunikáció terepe, és a polgári nyilvánosság kialakulásának társadalomtörténeti dimenziója. A közvélemény a döntéshozatal és a konszenzus helyszíne, és a társadalmi ellenőrzés látensen valósul meg egyéni vélemények összessége alapján, továbbá e közvélemény a demokratikus társadalmak tevékeny erejévé válik. Más megállapítások szerint a közvélemény alakítója nem a tömeg, hanem a jól tájékozott polgár, ezért a társadalmi konfliktusok is felelősséggel és megfontoltan kezeltek. A politikához kapcsolódó, de azon kívül álló érdeklődők képviselik a közvéleményt, amely tudatosan felvállalt, ezért manifeszt funkcióval bír.